# Reprezentacja Niue w rugby union mężczyzn
Reprezentacja Niue w rugby union mężczyzn – zespół rugby union, biorący udział w imieniu Niue w meczach i sportowych imprezach międzynarodowych, powoływany przez selekcjonera, w którym mogą występować wyłącznie zawodnicy posiadający obywatelstwo tego kraju, mieszkający w nim, bądź kwalifikujący się ze względu na pochodzenie rodziców lub dziadków. Za jego funkcjonowanie odpowiedzialny jest Niue Rugby Union, członek FORU i IRB.
Zespół prócz kwalifikacji do Pucharu Świata bierze także udział w Oceania Cup, a jego największym sukcesem było wygranie edycji 2008.

## Udział wPucharze Świata
| Rok  | Kwalifikacje            | Wynik |
| ---- | ----------------------- | ----- |
| 1987 | Nie brała udziału       | -     |
| 1991 | Nie brała udziału       | -     |
| 1995 | Nie brała udziału       | -     |
| 1999 | Nie brała udziału       | -     |
| 2003 | Nie zakwalifikowała się | -     |
| 2007 | Nie zakwalifikowała się | -     |
| 2011 | Nie zakwalifikowała się | -     |
| 2015 |                         |       |
| 2019 |                         |       |